# Nógrádsáp
Nógrádsáp is een plaats (község) en gemeente in het Hongaarse comitaat Nógrád. Nógrádsáp telt 924 inwoners (2001).